# Dolichorhinotermes neli
Dolichorhinotermes neli es una especie de termita subterránea del género Dolichorhinotermes, de la familia Rhinotermitidae, orden Blattodea. Fue descrita por Ensaf & Betsch en 2002.
Se distribuye por América del Sur: Guayana Francesa. Fue publicada en Ensaf, A. & Betsch, J.-M. (2002) Dolichorhinotermes neli n. sp., nouvelle espèce pour la science, et Cornicapritermes mucronatus, Emerson, 1950, nouvelle espèce de termite pour la Guyane française (Isopt., Rhinotermitidae et Termitidae). Bulletin de la Société Entomologique de France, 107(4), 346–348.